# 河村卷管螺
河村卷管螺（学名：Brachytoma kawamurai），是新腹足目卷管螺科Brachytoma属的一种。主要分布于中国大陆、台湾，常栖息在潮下带。
有意見認為該物種與是同一物種。